# Sleng
Sleng je neformalna govorica, ki ni prepoznana kot standardna za jezik ali narečje govorca, a je razširjena v določenih okoljih ali/in kot izraz socialne pripadnosti. Najbolj razširjen je med mladimi. Sleng se spreminja hitreje od knjižnega jezika in se uporablja v neformalnih govornih položajih.
Za sleng so značilni evfemizmi in prevzete besede oziroma besedne zveze. Tako v slovenski sleng danes vdirajo večinoma besede iz angleščine, nekdaj pa so bile prisotne tudi besede iz nemščine in srbohrvaščine.

## Pisni primeri slovenskega slenga
- Tasič, Darja; Novak, Iztok; Kopše Pišec, Peter: Štajerski .-árgo : jezikovni priročnik za vse Štajerce in Neštajerce, Založba Pivec, Maribor, 2021 ISBN - 978-961-7103-21-2  (COBISS)